# Gabaldon
Gabaldon é um município de  terceira classe de renda municipal (d) na província Nova Ecija, nas Filipinas. De acordo com o censo de 1 de maio  de  2020 possui uma população de 38 958 pessoas e 9 881 domicílios.